# Cryptastria fuscomarginata
Cryptastria fuscomarginata là một loài bướm đêm trong họ Noctuidae.